# Аблязін Денис Михайлович
Денис Михайлович Аблязін (рос. Аблязин Денис Михайлович, 3 серпня 1992) — російський гімнаст, олімпійський медаліст.

## Виступи на Олімпіадах
| Олімпіада   | Дисципліна        | Місце   |
| ----------- | ----------------- | ------- |
| Лондон 2012 | командний залік   | 6       |
| Лондон 2012 | вільні вправи     | 3       |
| Лондон 2012 | опорний стрибок   | 2       |
| Лондон 2012 | паралельні бруси  | 71 r1/2 |
| Лондон 2012 | перекладина       | 49 r1/2 |
| Лондон 2012 | кільця            | 5       |
| Ріо 2016    | кільця            | 3       |
| Ріо 2016    | опорний стрибок   | 2       |
| Ріо 2016    | командна першість | 2       |